# Либуарон, Лэндон
Лэ́ндон Ра́йан Либуаро́н (англ. Landon Ryan Liboiron, род. 5 января 1992) — канадский актёр. Наиболее известен по роли Питера Руманчека в драматическом телесериале «Хемлок Гроув», а также Майкла Смита в приключенческом телесериале «Граница».

## Ранняя жизнь
Лэндон Либуарон родился в семье Лоррейн Мак и Марселя Либуарона; у него есть два старших брата, Лэнс и Блейк. Он вырос в небольшой сельской общине Дженнер, расположенной в двух часах езды от города Калгари в канадской провинции Альберта. Мать Лэндона, которая была актрисой, часто возила сына на прослушивания и актёрские курсы в Ванкувер.

## Карьера
Прорывом в карьере Либуарона стало участие в телесериале «Деграсси: Следующее поколение». В 2011 году он сыграл Джоша Шэннона, сына главного героя, в телесериале «Терра Нова».
В 2013 году он получил одну из ведущих ролей в телесериале Netflix «Хемлок Гроув». Он играл оборотня Питера Руманчека на протяжении всех трёх сезонов существования сериала. В 2015 году исполнил роль Уилла Пикарда в драматическом вестерне Джона Кассара «Заброшенный», а в 2016—2018 годах был занят в одной из главных ролей в историко-приключенческом телесериале «Граница».

## Фильмография
| Год       |     | Русское название                 | Оригинальное название              | Роль                |
| --------- | --- | -------------------------------- | ---------------------------------- | ------------------- |
| 2006      | кор | Сломанный дом                    | Broken House                       | Брэндон             |
| 2007      | с   | Богоматерь из Акрона, штат Огайо | The Virgin of Akron, Ohio          | неизвестно          |
| 2007      | ф   | Победительница                   | Moondance Alexander                | Фредди              |
| 2007      | тф  | Перекресток: История прощения    | Crossroads: A Story of Forgiveness | Броди Мураками      |
| 2007      | тф  | Не плачь                         | Don't Cry Now                      | Сэм                 |
| 2007      | тф  | Тёмная комната                   | The Dark Room                      | Броди Рассел        |
| 2008      | тф  | Угроза                           | Mayerthorpe                        | Брайан Рэнфилд      |
| 2008      | с   | Горячая точка                    | Flashpoint                         | Саймон Страхан      |
| 2008      | ф   | Пашендаль: Последний бой         | Passchendaele                      | немецкий солдат     |
| 2008      | ф   |                                  | Run Rabbit Run                     | парень на скейте    |
| 2009      | с   | Дикие розы                       | Wild Roses                         | Джуд                |
| 2009—2010 | с   | Деграсси: Следующее поколение    | Degrassi: The Next Generation      | Деклан Койн         |
| 2009      | ф   |                                  | Zombie Punch                       | Мо Лернер           |
| 2010      | тф  | Деграсси покоряет Манхэттен      | The Rest of My Life                | Деклан Койн         |
| 2010      | ф   | Нация мечтателей                 | Daydream Nation                    | Пол                 |
| 2010      | ф   | Высота                           | Altitude                           | Брюс                |
| 2010—2011 | с   | Жизнь непредсказуема             | Life Unexpected                    | Сэм Брэдшоу         |
| 2011      | с   | Расколотый                       | Shattered                          | Рон Келли           |
| 2011      | с   | Р. Л. Стайн: Время призраков     | R.L. Stine's The Haunting Hour     | Джош                |
| 2011      | в   | Вой: Перерождение                | The Howling: Reborn                | Уилл Кидман         |
| 2011      | с   | Терра Нова                       | Terra Nova                         | Джош Шеннон         |
| 2012      | ф   | Трудный возраст                  | Girl in Progress                   | Тревор              |
| 2012      | ф   | Любовь, написанная кровью        | Love Written in Blood              | Майкл Саймон        |
| 2013—2015 | с   | Хемлок Гроув                     | Hemlock Grove                      | Питер Руманчек      |
| 2014      | кор |                                  | If You Ask Me To                   | официант на свадьбе |
| 2015      | ф   | Заброшенный                      | Forsaken                           | Уилл Пикард         |
| 2015      | ф   | Похороны Бодхи                   | Burning Bodhi                      | Дилан               |
| 2016      | кор |                                  | Last Teenagers of the Apocalypse   | Грим                |
| 2016      | кор |                                  | Of Dogs and Men                    | Е.                  |
| 2016—2018 | с   | Граница                          | Frontier                           | Майкл Смит          |
| 2018      | ф   | Правда или действие              | Truth or Dare                      | Картер              |
| 2020      | ф   | Кошмары                          | Come True                          | Джереми             |

## Награды и номинации
| Год  | Награда | Категория                                                                    | Результат | Прим. |
| ---- | ------- | ---------------------------------------------------------------------------- | --------- | ----- |
| 2010 | Джемини | Лучшее исполнение в детской-юношеской или подростковой программе или сериале | Победа    | [ 7 ] |